# Dave Rotten
Dave Rotten, bürgerlicher Name David Sanchez Gonzales, ist ein spanischer Death-Metal-Sänger und Musiklabel-Besitzer. Er ist für seinen sehr tiefen gutturalen Gesangsstil bekannt. Rotten lebt seit Beendigung des Militärdienstes im Jahr 1991 in Madrid.

## Biographie
Als Ende der 1980er Jahre der Death Metal bekannter wurde, entschied sich Dave ebenfalls Death-Metal-Musiker zu werden. Gleichzeitig wollte er auch sein eigenes Musiklabel gründen. Es gelang ihm mit dem spanischen Musiklabel Hard Vinyl Records einen Vertrag zur Leitung eines auf Death-Metal-Veröffentlichungen spezialisierten Sublabels abzuschließen. Er begründete das Label Drowned Productions, welches zahlreiche qualitativ hochwertige Bands wie Demigod oder Pyrexia unter Vertrag nahm und deren Alben veröffentlichte.
1991 gründete er die Band Avulsed, bei der er bis heute Sänger ist. Im Jahr 1993 gründete er sein eigenes Independentlabel Repulse Records, das er bis ins Jahr 2002 führte. Das Label konnte, durch Veröffentlichung von bekannten Bands wie Immolation und Vader international auf sich aufmerksam machen. Es gelang ihm auch neue Musikgruppen wie etwa Deranged und Adramelech in der Szene zu etablieren.
Im Jahr 1994 entschied er sich mit seinem Freund Dave Nigger eine neue Band zu gründen, welche noch intensiver Musik als seine Hauptband Avulsed spielt. Die Band wurde Christ Denied genannt und erhielt einen Vertrag bei einem kleinen deutschen Label, auf welchem dann auch das Debütalbum erschien. Nach dem finanziellen Ende von Repulse Records gründete Rotten einige Zeit später, zusammen mit seinem Freund Toni, welcher zuvor das Musiklabel Quabalah Productions führte, ein neues Label namens Xtreem Music, das er bis heute betreibt.
Rotten war Sessionsänger bei Golgotha, bis die Band einen neuen Sänger gefunden hatte. Ebenso ist er Sänger bei der spanischen Band Unwom und er betreibt ein Musikprojekt namens Putrevore mit einigen schwedischen Musikern.

## Diskographie

### Avulsed
- 1992 Embalmed In Blood (Demo)
- 1993 Deformed Beyond Belief (Demo)
- 1994 Split LP mit Acid Death
- 1994 Carnivoracity (7"-Single)
- 1995 Promo '95 (Demo)
- 1995 Carnivoracity (EP)
- 1996 Eminence In Putrescence
- 1998 Cybergore
- 1999 Seven Years Of Decay
- 1999 Stabwound Orgasm
- 2001 Bloodcovered (EP)
- 2003 Yearning For The Grotesque
- 2005 Gorespattered Suicide
- 2006 Reanimations (Best of)
- 2009 Nullo - The Pleasure Of Self-Mutilation

### Christ Denied
- 1994 Thy Horned God (Split-EP) mit Haemorrhage
- 1996. ..Got What He Deserved
- 1998 Impale the fraud (Demo)
- 2000 Christ Denied (Split-EP) mit Bastard Saints
- 2000 Christ Denied Split-EP mit Aborted
- 2004 Drink... Drink The Blood (Best-of)

### Putrevore
- 2008 Morphed from Deadbreath

### Unwom
- 2005 Phase 1: Inner Earth Dimension